# Duomo di Alessandria
La cattedrale dei Santi Pietro e Marco è il principale luogo di culto cattolico della città di Alessandria, chiesa madre della diocesi omonima.

## Storia

### La cattedrale antica
È travagliata la storia della cattedrale di Alessandria. Le prime notizie risalgono alla seconda metà del XII secolo, quando fu edificata, tra il 1170 ed il 1175, una prima chiesa cattedrale dedicata a san Pietro apostolo. La chiesa risultò ben presto troppo piccola così si procedette, verso la fine del XIII secolo, a sostanziali interventi di ingrandimento e adattamento ad opera del faber et architectus Ruffino Bottino da Casale. L'antica cattedrale resistette fino agli inizi dell'Ottocento, quando fu demolita per ordine di Napoleone tra gennaio e marzo del 1803 nel quadro della riorganizzazione funzionale urbana della città voluta dall'Imperatore francese.

### La nuova cattedrale
Ma ben presto il vescovo ed il Capitolo della cattedrale ottennero dal generale francese di poter erigere a nuova cattedrale la chiesa di San Marco. Questa fu edificata nel XIII secolo ed era di proprietà dei Domenicani, finché nel 1797 non venne confiscata dagli occupanti francesi e trasformata in loro quartier generale. L'edificio necessitava perciò di un laborioso lavoro di restauro: la sua ricostruzione, affidata all'architetto Cristoforo Valizzone, durò dal 1807 al 1810: ne uscì una chiesa neoclassica, con la quasi totale scomparsa del gotico della precedente chiesa. La chiesa fu benedetta e riaperta al culto nel dicembre 1810 con il titolo di San Pietro e San Marco. Altri lavori di restauro intercorsero tra il 1874 ed il 1879 e furono fatti su progetto di Emilio Arboreo Vella ed è in questa occasione che l'edificio fu consacrato, il 4 luglio 1879. La chiesa fu sconvolta da un incendio nel settembre 1925: i lavori che ne seguirono, terminati nel 1929, portarono al totale rifacimento della decorazione interna ad opera di Luigi Morgari.

## Descrizione

### Pianta
Legenda
 Presbiterio

 Cappella della Beata Maria Vergine della Salve

 Cappella di San Giuseppe

 Fonte battesimale

 Cappella dell'Immacolata Concezione

 Cappella del Santo Rosario

 Cappella di San Baudolino

 Cappella del Santissimo Crocifisso

 Cappella della Madonna dell'Uscetto

 Cappella di San Pio V

 Cappella di San Giovanni Nepomuceno

 Sagresita

 Sagrestia episcopale

 Aula del Capitolo

### Esterno

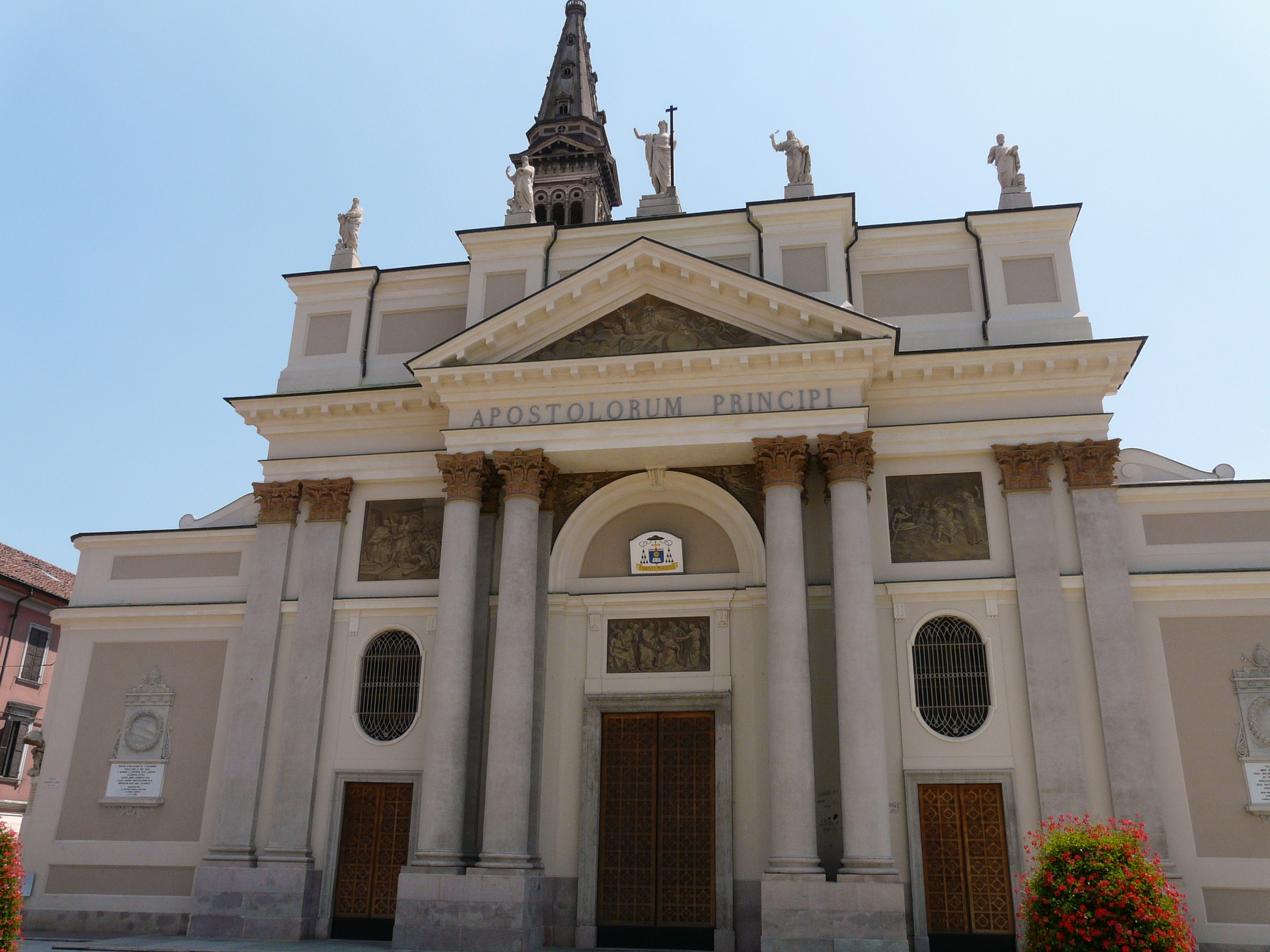
La facciata

La facciata della cattedrale, in stile neoclassico, fu edificata da Cristoforo e Leopoldo Valizzone tra il 1820 ed il 1822, ed è abbellita da quattro affreschi (XIX secolo) di Luigi Vacca, che raffigurano episodi della vita dell'apostolo Pietro e, nel timpano, Dio Padre, signore del cielo e della terra. Sulla sommità della facciata sono cinque statue, raffiguranti Gesù ed i quattro evangelisti. Affianca la facciata l'alto campanile, vero simbolo della città di Alessandria, edificato tra il 1889 ed il 1922. Sul lato sinistro della facciata spicca Gagliaudo che regge una formaggetta lodigiana, scultura romanica raffigurante l'eroe alessandrino che secondo la leggenda si distinse nel corso dell'assedio del Barbarossa: questa scultura apparteneva all'antica cattedrale di San Pietro, abbattuta nel 1803.

#### Campanile
Il campanile è un monumento ed un simbolo per la città di Alessandria, come lo è la Mole Antonelliana per Torino o il campanile di San Marco per Venezia.
Progettato alla fine dell’Ottocento dall’architetto Giuseppe Antonio Boidi Trotti, in stile eclettico, presenta anche elementi strutturali innovativi tipici del periodo di passaggio tra il XIX e il XX secolo, come la gabbia metallica costituente la struttura portante della guglia. Nel periodo in cui venne edificato il campanile, l’architettura faceva uso del ferro non più solo come elemento accessorio per le costruzioni, ad esempio ancoraggi e tiranti, ma come elemento strutturale vero e proprio anche se spesso nascosto da elementi in muratura o in conglomerato cementizio tipico delle costruzioni tradizionali. Si pensava di realizzarlo in pochi anni ma, per mancanza di fondi, fu costruito a più riprese impiegandone trentatré: dal 1889 al 1922. Alto 106 metri, presenta 4 rosoni con un campanone di Pietro Gattinara (1818) e quattro campane (1901) della Fonderia Barigozzi.

### Interno

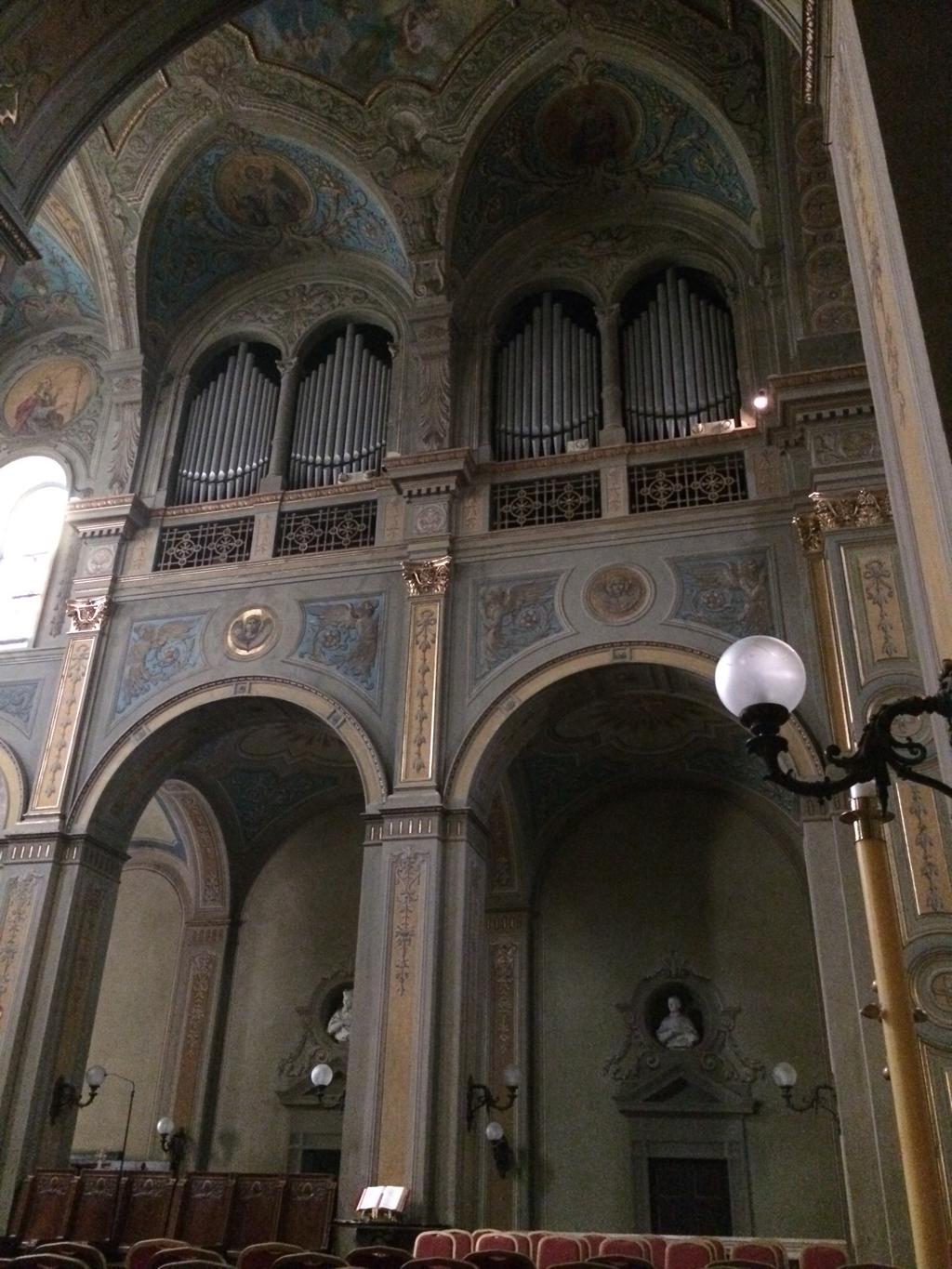
Scorcio dell'interno, con l'organo Balbiani

La chiesa, a tre navate, presenta un ampio presbiterio sul quale spiccano, nell'atrio della porta laterale di sinistra la Madonna che conduce Santa Teresa a venerare San Giuseppe e la Madonna e Santa Elisabetta (XVII secolo), di scuola genovese e l'altare maggiore, opera recente (1954), la cui ossatura è dello scultore Sacchelli e la mensa è di Luigi Frascarolo. Nel fondo 5 vetrate istoriate di Dalle Ceste e nei quattro matronei l'organo a canne, costruito nel 1929 dalla ditta organaria Balbiani e restaurato nel 2008 dalla ditta Brondino Vegezzi-Bossi. Lo strumento è a trasmissione elettrica ed è collocato sui due matronei che si affacciano sul presbiterio con due bifore per lato; la mostra è composta da canne di principale disposte in cuspide all'interno di ciascuna delle aperture, con bocche a mitria ad andamento opposto rispetto a quello superiore delle canne. La consolle è situata a pavimento e dispone di tre tastiere di 58 note ciascuna ed una pedaliera concavo-radiale di 30.
Di particolare rilevanza storica è la cupola del duomo su base ottagonale di Emilio Arboreo Vella, con 24 nicchie che ospitano altrettante statue dei santi protettori delle ventiquattro città che componevano la Lega Lombarda, con i relativi stemmi cittadini. Essa fu costruita tra il 1875 ed il 1879 a ricordo del VII centenario della vittoria della Lega Lombarda sul Barbarossa nella battaglia di Legnano (29 maggio 1176). 
Nel presbiterio è il coro, in stile barocco (XVIII secolo) e presenta scene della vita di San Pietro ad encausto del pittore Costantino Sereno. Al di sopra è una pala con San Pietro in cattedra tra San Paolo e San Giovanni Battista, opera di Callisto Piazza, proveniente dall'antica cattedrale e commissionata nel 1546 seppur documentata come non terminata nel 1554.

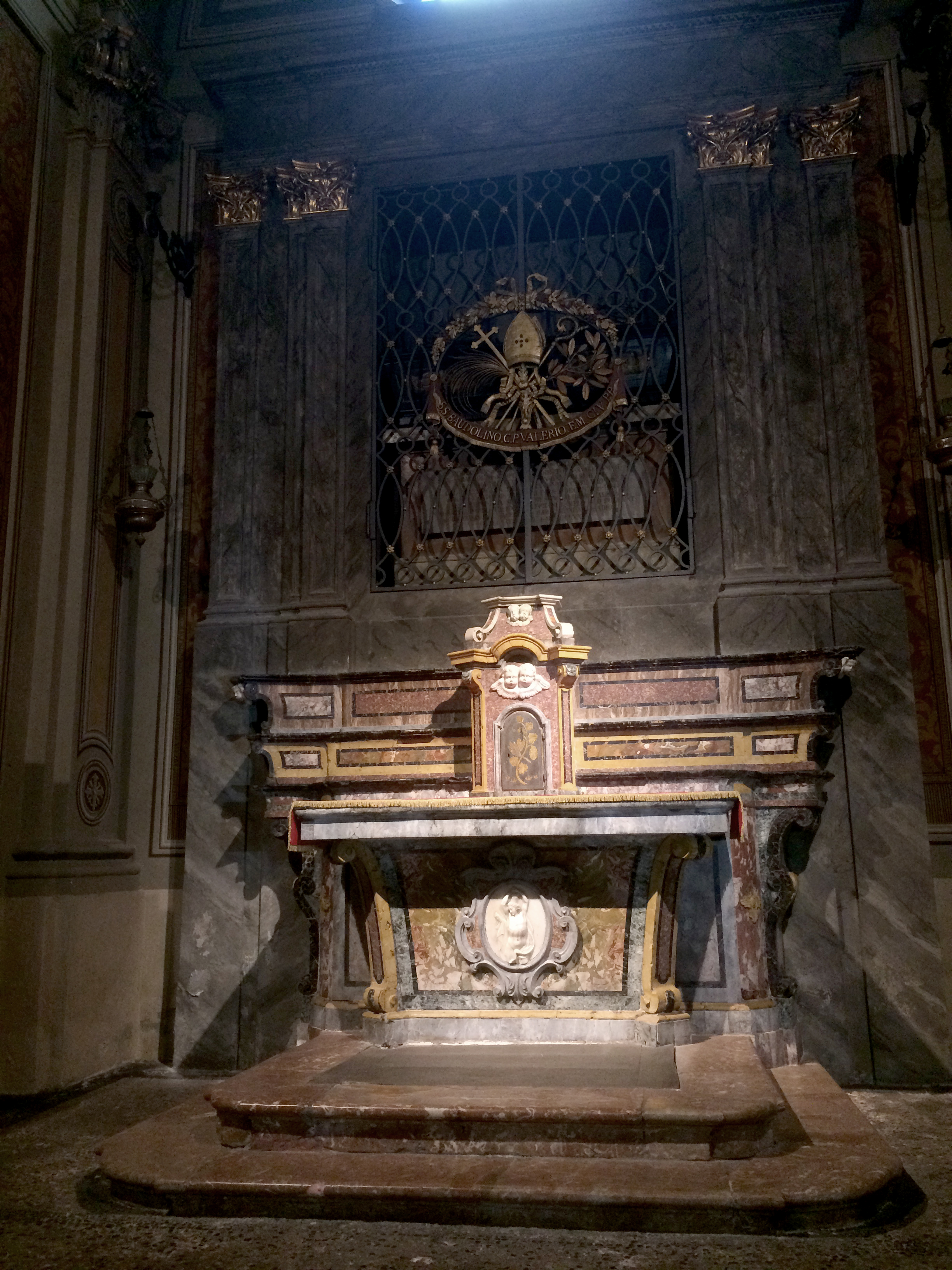
La cappella di San Baudolino

Sui lati ci sono dieci cappelle laterali. La prima a sinistra è il battistero; segue la Cappella dell'Immacolata, che presenta l'altare maggiore in marmo ad intarsi a fondo nero dell'antico duomo e quattro tele di Guglielmo Caccia detto il Moncalvo, la Cappella del Rosario ancora decorata (1930) da Giorgio Boasso, la cappella di San Baudolino, decorata (1929) da Giorgio Boasso e, infine, la Cappella di San Giuseppe, con altare in marmo di Saltrio su disegno di Ferraris d'Orsara e statua in marmo bianco in stile barocco (primi del 1700) di Giacomo Francesco Parodi.
La prima a destra è la cappella del Crocifisso con un crocifisso (con icona dell'XI secolo) e 4 tele attribuite a Jacopo da Ponte (fine 1500). Segue la cappella di San Pio con tela (1828) di Francesco Mensi, la cappella di S. Giovanni Nepomuceno con tela (XVIII secolo), con un sottoquadro bizantino (XII secolo), la cappello del Sacro Cuore di Gesù con decorazione (1930) di Giorgio Boasso, una statua di Ortisei e due tele Ecce Homo e Incredulità di San Tommaso (XVII secolo), di scuola genovese, infine, la Cappella della Beata Vergine della Salve, con decorazione (1930) di Giorgio Boasso, la custodia che contiene il Simulacro, la reliquia di Santa Croce (1619) e la reliquia della Sacra Spina (precedente al 1527).
In sacrestia e nell'aula capitolare, sono conservati cinque quadri cinquecenteschi del Moncalvo, una Madonna del Rosario con San Domenico e Santa Caterina (inizi del XVIII secolo) di Carlo Aliberti e Giuseppe venduto dai fratelli (XVII secolo), attribuito al Grechetto.
La chiesa presenta anche interessanti lapidi e oggetti preziosi.